# Бирманската арфа
„Бирманската арфа“ (на японски: ビルマの竪琴) е японски филм от 1956 година, военна драма на режисьора Кон Ичикава по сценарий на Нато Вада, базиран на едноименния детски роман на Мичио Такеяма.
В центъра на сюжета е японски войник, който по стечение на обстоятелствата не е пленен от Съюзниците в края на Бирманската кампания на Втората световна война, а става будистки монах и се посвещава на погребването на множеството трупове, изоставени след края на бойните действия, отхвърляйки призивите на сънародниците си да се прибере в Япония. Главните роли се изпълняват от Шоджи Ясуи и Рентаро Микуни.
„Бирманската арфа“ е номиниран за „Оскар“ за най-добър чуждоезичен филм, както и за наградата „Златен лъв“.